# Krainacoris
Krainacoris is een geslacht van wantsen uit de familie van de Miridae (Blindwantsen). Het geslacht werd voor het eerst wetenschappelijk beschreven door Carvalho & Wallerstein in 1975.

## Soorten
Het genus bevat de volgende soorten:

- Krainacoris pilosus Carvalho & Wallerstein, 1975
- Krainacoris rondoniensis Carvalho & Costa, 1993
- Krainacoris tucuruiensis Carvalho, 1988